# Emirados Árabes Unidos nos Jogos Olímpicos de Verão de 2012
Os Emirados Árabes Unidos competiu nos Jogos Olímpicos de Verão de 2012, que aconteceram na cidade de Londres, no Reino Unido, de 27 de julho até 12 de agosto de 2012.

## Desempenho

### Futebol
Masculino
| Equipe | Equipe | Fase de grupos                                 | Fase de grupos | Quartas                | Semifinal              | Final                  | Pos. |
| Equipe | Equipe | Adversário e resultado                         | Pos.           | Adversário e resultado | Adversário e resultado | Adversário e resultado | Pos. |
| --- | --- | ---------------------------------------------- | -------------- | ---------------------- | ---------------------- | ---------------------- | ---- |
| Ali Khasif Saad Surour Abdulaziz Hussain Mohamed Ahmed Amer Abdulrahman Ali Alamri Ismail Al Hammadi Hamdan Al Kamali Ahmed Ali | Ismail Matar Ahmed Khalil Habib Fardan Khamis Esmaeel Abdelaziz Sanqour Omar Abdulrahman Rashed Eisa Mohamed Fawzi Khalid Eisa | URU Uruguai D 1-2 GBR Grã-Bretanha SEN Senegal |                |                        |                        |                        |      |

### Halterofilismo
Feminino
| Atleta           | Evento | Arranque (kg) | Arremesso (kg) | Total (kg) | Posição |
| ---------------- | ------ | ------------- | -------------- | ---------- | ------- |
| Khadija Mohammed | -75kg  | 51,0          | 62,0           | 113,0      | 12º     |

### Tiro
Masculino
| Atleta           | Evento               | Qualificação | Qualificação | Final       | Final       | Posição |
| Atleta           | Evento               | Placar       | Posição      | Placar      | Total       | Posição |
| ---------------- | -------------------- | ------------ | ------------ | ----------- | ----------- | ------- |
| Saeed Al-Maktoum | Skeet                | 118          | 13º          | Não avançou | Não avançou | 13º     |
| Dhaher Al-Aryani | Fossa olímpica       | 107          | 32º          | Não avançou | Não avançou | 32º     |
| Juma Al-Maktoum  | Fossa olímpica dublê | 133          | 13º          | Não avançou | Não avançou | 13º     |